# 盧梭棄兵
盧梭棄兵(Rousseau Gambit)是國際象棋開局義大利開局的一種，走法為：
1.e4 e5 2.Nf3 Nc6 3.Bc4 f5